# Autopohádky (album)
Autopohádky je šesté studiové album české poprockové hudební skupiny Chinaski. Vydáno bylo v roce 2004 vydavatelstvím B&M Music. Jedná se především o pohádky pro děti, které namluvili členové skupiny spolu s hosty Jiřím Lábusem a Lucií Bílou.

## Seznam skladeb
| Pořadí         | Název                        | Autor                             | Délka |
| -------------- | ---------------------------- | --------------------------------- | ----- |
| 1.             | Chrysler                     | Chinaski                          | 2:23  |
| 2.             | O Plivníkovi                 | Chinaski & Jiří Lábus             | 9:48  |
| 3.             | Plivníkova píseň             | Chinaski                          | 2:22  |
| 4.             | Policie                      | Chinaski                          | 5:23  |
| 5.             | Kola a kapoty                | Chinaski                          | 2:19  |
| 6.             | Účetní a víla                | Chinaski, Jiří Lábus & Lucie Bílá | 7:17  |
| 7.             | Víla                         | Lucie Bílá, Chinaski & Jiří Lábus | 18:54 |
| 8.             | 1,2,3,4,5,6..                | Chinaski                          | 1:31  |
| 9.             | O princezně která se nesmála | Chinaski, Jiří Lábus & Lucie Bílá | 7:43  |
| 10.            | Porsche 911                  | Chinaski, Lucie Bílá & Jiří Lábus | 10:52 |
| 11.            | Tatínek                      | Chinaski                          | 1:38  |
| Celková délka: | Celková délka:               | Celková délka:                    | 70:22 |

Celkem album obsahuje tři pohádky z knihy Autopohádky od Jiřího Marka: O plivníkovi, Účetní a víla, O princezně která se nesmála. Každá z pohádek má dvě mluvené části přerušené minimálně jednou písničkou, ne každá písnička má vlastní stopu.
Později vyšlo i album Autopohádky 2.